# مراد کاردانوف
مراد کاردانوف (روسی: Мурат Карданов؛ زادهٔ ۴ ژانویهٔ ۱۹۷۱) کشتی‌گیر بازنشسته و مدیر ورزشی اهل روسیه است. او در دسته‌های ۷۶ و ۸۲ کیلوگرم کشتی فرنگی، برندهٔ مدال طلای المپیک ۲۰۰۰ سیدنی، مدال برنز مسابقات قهرمانی کشتی جهان در سال ۱۹۹۳ و قهرمان مسابقات قهرمانی کشتی اروپا در ۱۹۹۸ شده‌است. کاردانوف پس از کناره‌گیری از دنیای قهرمانی، در سمت‌هایی از جمله رئیس کمیته ورزش در پارلمان جمهوری کاباردینو-بالکاریا، معاون بخش نظارت اداره اصلی فدراسیون روسیه در دفاع مدنی، موارد اضطراری و بلایا، و همچنین مشاور رئیس‌جمهوری کاباردینو-بالکاریا بوده است.